# Salbke

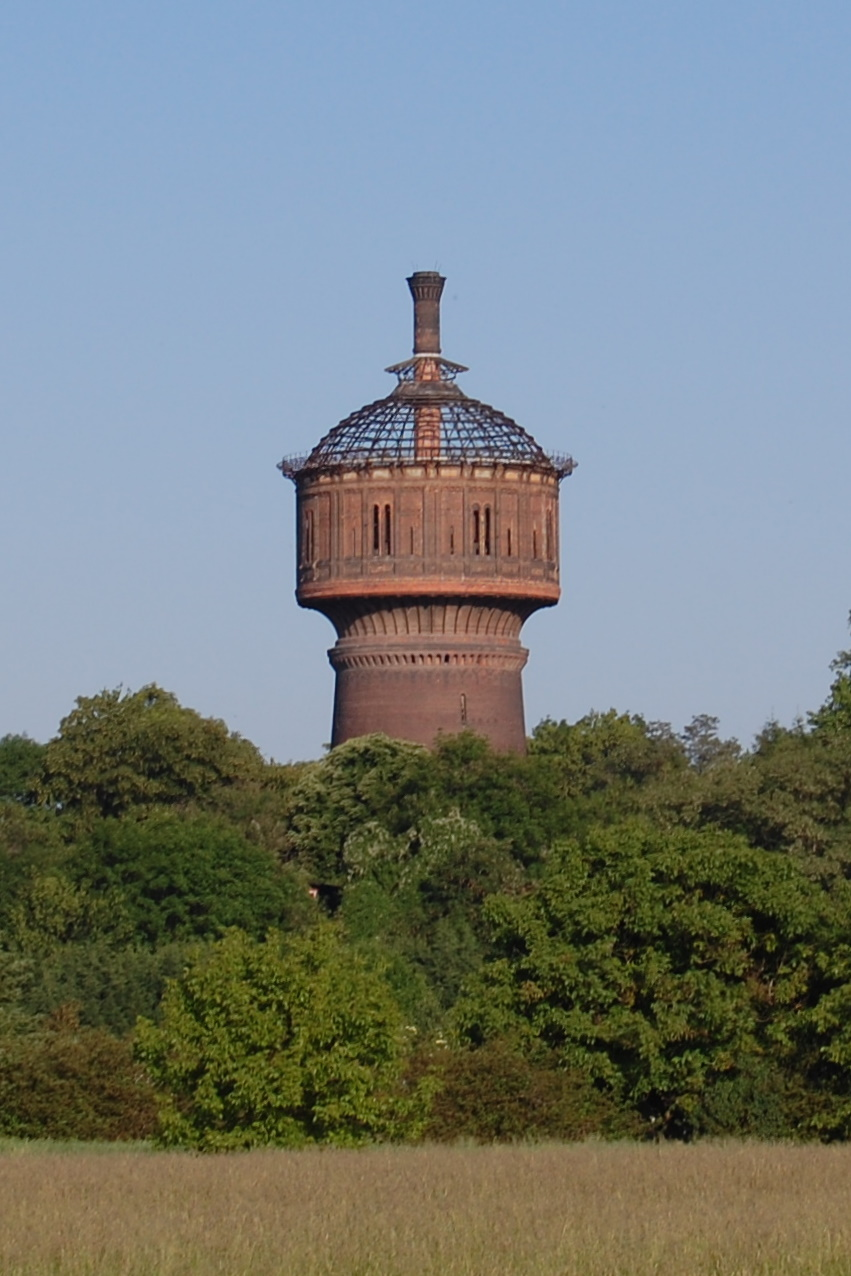
Das Wahrzeichen Salbkes – der Salbker Wasserturm

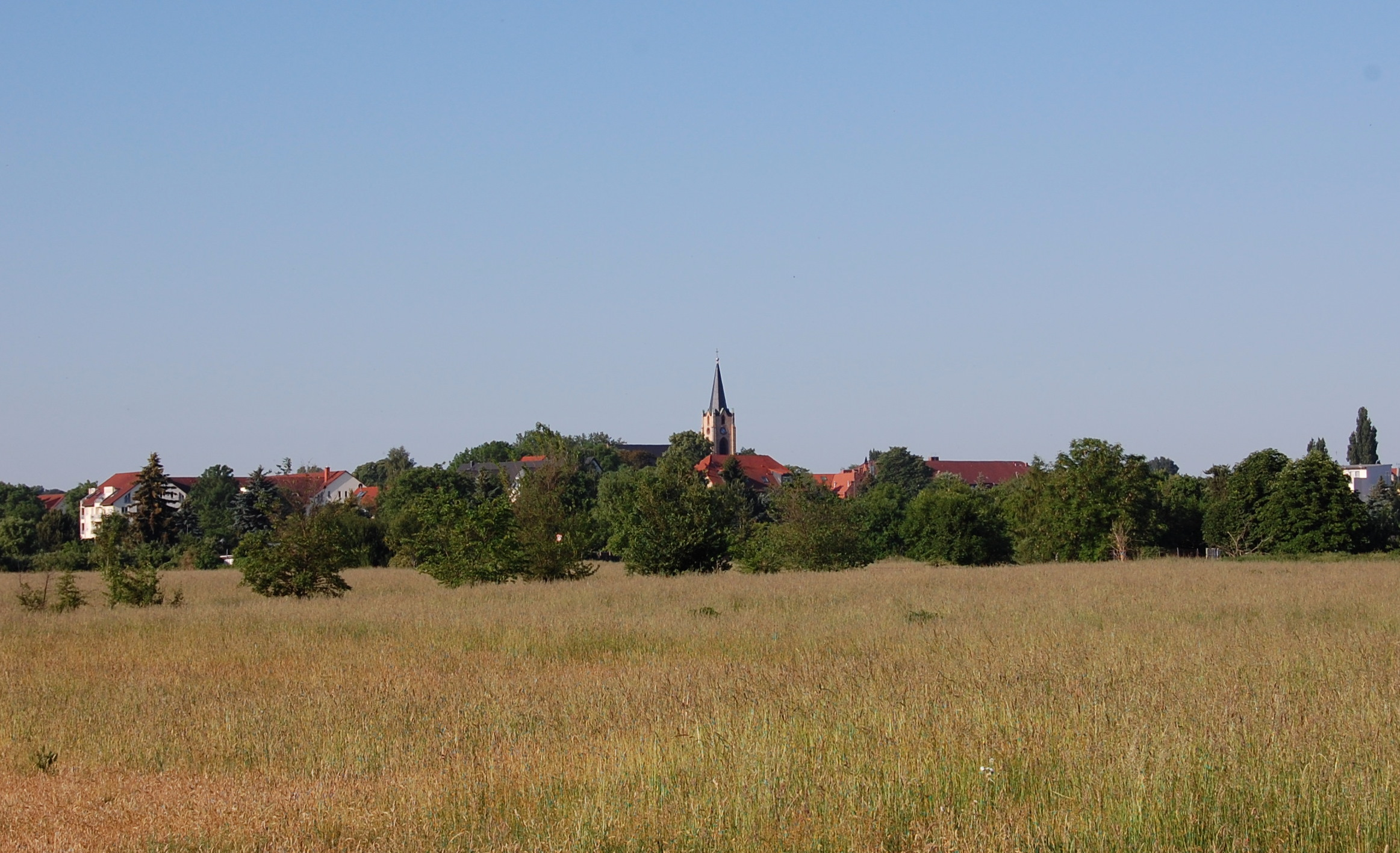
Blick von den Elbwiesen auf den Salbker Ortskern

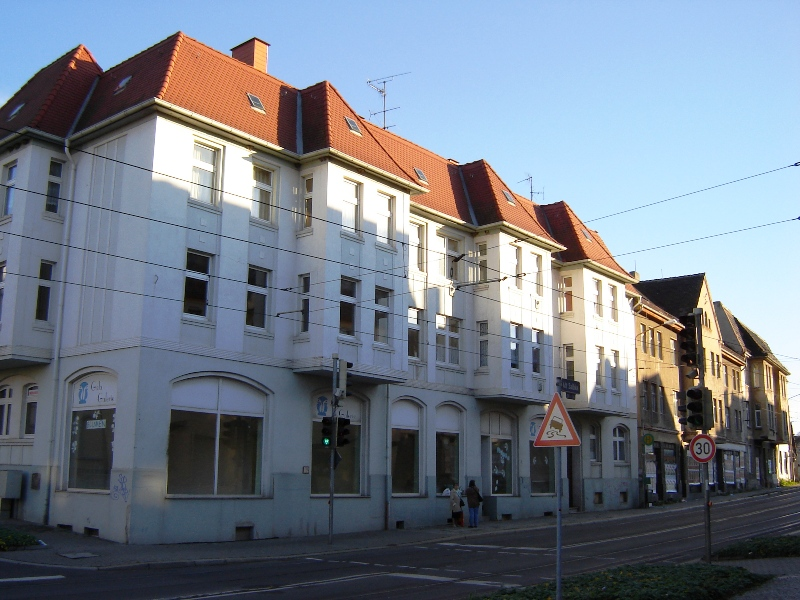
Straße Alt Salbke

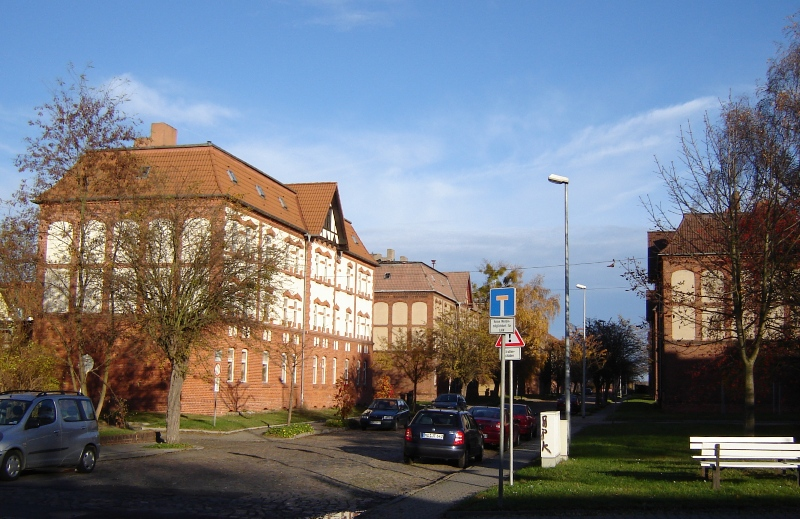
Ehemalige Bahnsiedlung

Salbke ist ein unmittelbar an der Elbe gelegener südöstlicher Stadtteil Magdeburgs mit einer Fläche von 7,7427 km² und 4.548 Einwohnern (Stand 31. Dezember 2021) in Sachsen-Anhalt.

## Geografie
Die Elbe bildet die Ostgrenze des Stadtteils, dessen niedrigster Punkt am Elbufer 47 Meter beträgt und mit dem 81,4 Meter hohen Spionskopf an den Sohlener Bergen seinen höchsten Punkt erreicht. Im Umfeld der Sohlener Berge liegen auch die als Katzendarm und Semmel bezeichneten Bereiche der Feldflur. Nördlich der Hermannstraße schließt sich der Stadtteil Fermersleben an, im Süden reicht Salbke bis an die Welsleber und die Thüringer Straße des Stadtteils Westerhüsen und im Westen grenzen die Stadtteile Hopfengarten und Beyendorf-Sohlen an, getrennt durch die Bahnlinie nach Halberstadt bzw. durch den Sülze-Fluss. Im weiteren Verlauf durchquert die Sülze den Stadtteil in östlicher Richtung und mündet schließlich dort in die Elbe. Während sich die Wohnbebauung entlang der Durchgangsstraße Alt Salbke entwickelte, liegen jenseits der Bahnstrecke nach Leipzig, abgesehen von den Siedlungen Lüttgen-Salbke und Wolfsfelde sowie einiger weiterer kleiner Siedlungsstraßen, landwirtschaftlich genutzte Flächen.
Nördlich von Salbke liegen auf Fermersleber Gemarkung die Seen Salbker See I und Salbker See II.

## Infrastruktur
Abgesehen von dem Gewerbegebiet des ehemaligen Karl-Liebknecht-Werkes und des Reichsbahnausbesserungswerkes ist Salbke eine reine Wohnsiedlung. Entlang des Straßenzuges Alt Salbke stehen mehrgeschossige Mietshäuser, während der alte Dorfkern um die St.-Gertraud-Kirche kleinteilig mit ein- oder zweigeschossigen Häusern ausgebildet ist. Salbke ist an das Magdeburger Straßenbahnnetz angeschlossen und verfügt über einen Bahnhof an der Bahnstrecke Magdeburg–Leipzig, auf der auch S-Bahn-Verkehr abgewickelt wird.
Im Stadtteil bestehen elf Kleingartenvereine (Stand 2013).

## Geschichte

### Vorzeit
Salbke gehört zu den ältesten Siedlungsplätzen Magdeburgs. Der Kiesabbau an der Elbe förderte zahlreiche Funde zu Tage, deren Herkunft bis in die Altsteinzeit (200.000 Jahre v. Chr.) zurückreicht. Nördlich des Dorfs im Bereich des Klosterguts fanden sich Siedlungsreste der jungsteinzeitlichen Trichterbecherkultur. Einer der bemerkenswertesten Funde stellt eine bronzene Spiralplattenfibel (Kleidungsverschluss) aus der Zeit um 1500 v. Chr. dar. 1944 wurde beim Kiesabbau am Unterhorstweg ein 53,2 cm langes Schwert mit Knauf in Form einer Niere gefunden. Das Bronzeschwert weist eine grünlichbraune einem Moor ähnelnde Patina auf und verfügt über eine profilierte Klinge. Bekannt wurde auch der Fund der Mühlensteine von Salbke. Die im Kieswerk Salbke in zwölf Metern tiefe gefundenen Mühlsteine. Die aus der ersten Hälfte des ersten Jahrtausends stammenden Mühlsteine wurden mit ihren ursprünglichen hölzernen Zapfen und Verbindungsstücken gefunden, so dass sich ihre Funktion nachvollziehen ließ. Die Steine konnten danach so verstellt werden, dass das Mahlen unterschiedlich groben Mehls möglich war.

### Mittelalter
Als Saltbeke wird der Ort erstmals in den Corveyer Traditionen der Jahre 826–853 schriftlich erwähnt. Der Name hatte also wahrscheinlich die Bedeutung „Salzbach“ wegen der durch den Ort fließende salzhaltige Sülze. Es wurde auch die Vermutung geäußert, dass mit Salzbach jedoch ursprünglich genau genommen nicht die Sülze gemeint war. Danach hätte es früher, als der Hauptstrom der Elbe noch weiter östlich floss, einen Bach gegeben, der von der Region um Barby aus über Zackmünde, Schönebeck, Frohse, Westerhüsen nach Salbke floss und sich bei Salbke mit der Sülze vereinigte, um schließlich bei Buckau in die Elbe zu münden. Zum Teil wurde auch angenommen, dass die Bezeichnung auf das angelsächsische Wort „salu“ für dunkel oder schwärzlich zurückgeht und möglicherweise die Farbe der Sülze wieder gibt. Salbke gehörte zum Nordthüringgau. Im Jahre 1036 und auch 1247 wird ein später verlassener Ort wendischen Ursprungs als Winediscum Salebizi bzw. Slavium Salbeke für Klein- oder Wendisch Salbke erwähnt. Zur Unterscheidung von diesem Ort wurde Salbke daher zeitweise auch als Deutsch-Salbke oder Gross-Salbke bezeichnet.
Salbker Grundbesitz muss bereits im frühen Mittelalter sehr ertragreich gewesen sein, denn eine Reihe von Klöstern erzielten hier Einkünfte. 936 erhielt das Stift Quedlinburg durch Otto I. den neunten Teil der Lehnseinnahmen. Mit Urkunde vom 21. September 937 schenkte Otto Salbetse dem Magdeburger Mauritiuskloster. 1015 kamen durch Erzbischof Gero 10 Hufen Land und der Kreuzhorstwald in den Besitz des Magdeburger Liebfrauenklosters. Diesem Kloster verkaufte Ludolf II. von Dassel 1189 acht Hufen in Salbke. Im gleichen Jahr besaß das Kloster St. Marien Grundstücke in Salbke mit einer Meierei und einem Freihof und schließlich gehörte demselben Kloster ein Vorwerk in Salbke. In den nachfolgenden Jahrhunderten entwickelte sich das Liebfrauenkloster zum größten Grundbesitzer im Dorf. Reste des Klostergutes Salbke nahe der Elbe sind heute noch vorhanden. Seit 1018 hatte Salbke eine eigene Kirche, die der Magdeburger Bischof Thietmar geweiht hatte. Bereits seit dem 12. Jahrhundert bestand an der Sülze eine vom Kloster Unser Lieben Frauen gegründete Wassermühle, die als Klostermühle Salbke bezeichnet wurde. Die Mühle befand sich etwa an der Stelle, an der die Eisenbahnstrecke Magdeburg-Leipzig die Sülze kreuzt. Später entstand weiter bachaufwärts die Vikarienmühle.
Die Straße Thieberg weist darauf hin, dass sich in Salbke im Mittelalter eine Gerichtsstätte befand. Das beweist auch ein Bericht von 1233, in dem erwähnt wird, dass der Autor des Sachsenspiegels Eike von Repgow als Zeuge in einem Gerichtsvergleich in Salbke auftrat, in dem zwischen den Markgrafen Johann und Otto von Brandenburg sowie dem Abt des Klosters St. Johann ein Vertrag über das Dorf Billingsdorf geschlossen wurde. Salbke war zu dieser Zeit Sitz der Vizegrafschaft, die zur Reichsgrafschaft Zum Billingshoch gehörte. Die Vizegrafen von Dornburg hielten hier Gericht. Nach weiteren Quellen gehörte Salbke zur Grafschaft Mühlingen.
1213 wurde die Region Magdeburg in Kämpfe zwischen Kaiser Otto IV. und dem Magdeburger Erzbischof Albrecht I. von Käfernburg verstrickt. Nachdem der Kaiser am 11. Juni 1213 die Flucht seines Heeres aus Osterweddingen vorgetäuscht hatte, schlug er Albrecht bei Remkersleben vernichtend. Während Albrecht nach Kloster Berge floh, bezog Otto IV. ein Lager bei Salbke und verbrannte die umliegenden Dörfer. Danach zog Otto nach Braunschweig ab.

### Neuzeit
Während des Schmalkaldischen Krieges wurden Teile von Salbke, so auch das Klostergut, zerstört. Überliefert ist insbesondere eine Auseinandersetzung im Zuge der Belagerung Magdeburgs 1550/1551. Die Magdeburger Truppen unternahmen am 4. Dezember 1550 unbemerkt des Nachts einen Ausfall und fuhren auf der Elbe mit Schiffen zwischen den Lagern der Belagerer in Cracau und Buckau hindurch. Völlig überraschend griffen sie das im Hinterland der Belagerer gelegene Salbke an. Der Klosterhof wurde geplündert und in Brand gesetzt, die Besatzung gefangen genommen.

1564 zählte Salbke 38 Hauswirte, was einer Einwohnerzahl von etwa 270 Personen entsprochen haben könnte. Auch während des Dreißigjährigen Kriegs kam es zu Zerstörungen im Ort und großer Not. Im Zuge der Belagerung und Zerstörung der Stadt Magdeburg im Jahr 1631 durch kaiserliche Truppen richtete der kaiserliche General Gottfried Heinrich zu Pappenheim am 21./22. März 1631 bei Salbke eine starke Batterie ein. Auch zuvor befanden sich jedoch bereits größere Truppenkontingente vor Ort. So berichtete Pappenheim in einem Brief vom 21. Dezember 1630, das Oberst Lothar Dietrich von Bönninghausen sich mit 500 Kavalleristen und 600 Infanteristen vor Ort befindet. Auch nach dem Magdeburg am 20. Mai 1631 gefallen war, gab es weitere Kampfhandlungen. Am 7. Januar 1632 schlug, während einer schwedischen Belagerung der noch von kaiserlichen Truppen gehaltenen Stadt Magdeburg, der schwedische General Johan Banér sein Hauptquartier in Salbke auf. Er rückte am 21. Januar 1632 in Magdeburg ein. Auch der ebenfalls in schwedischen Diensten stehenden James Hamilton, 1. Duke of Hamilton hatte in dieser Zeit sein Quartier in Salbke. Nach dem Abzug der kaiserlichen Truppen nach der Zerstörung wurden anlässlich einer Musterung im Jahr 1632 für Salbke noch 17 Männer und insgesamt zwei Musketen gemeldet. Pferde und Wagen waren nicht mehr vorhanden.

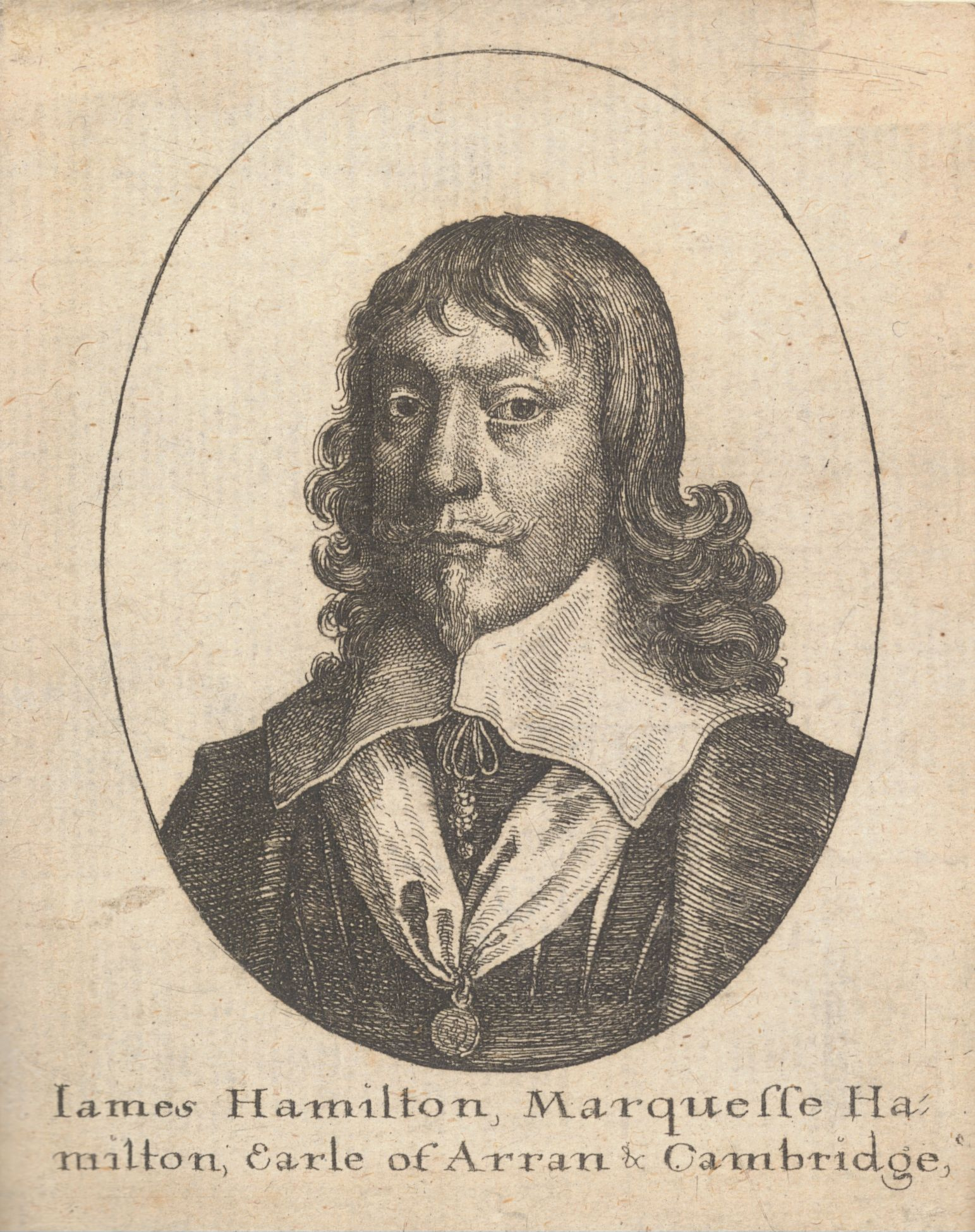
James Hamilton

 Bereits 1636 wurde Magdeburg erneut belagert. Diesmal von sächsischen Truppen unter Kurfürst Johann Georg I., der für seinen Sohn August das Magdeburger Erzstift zurückgewinnen wollte und kaiserliche Einheiten unter der Führung Melchior von Hatzfelds. Kurfürst Johann Georg I. hatte sein Hauptquartier zunächst in Westerhüsen aufgeschlagen und dann nach Salbke verlegt. Am 3. Juli 1636 kapitulierte Magdeburg.
Die Auswirkungen des Dreißigjährigen Kriegs dauerten lange an. Während im benachbarten Westerhüsen 1647 Landwirtschaft betrieben wurde, waren in Salbke die Äcker nicht bestellt. In einem Bericht von 1650 heißt es, dass die Pfarrei des Ortes seit 20 Jahren unbesetzt sei, weil keine Einwohner daselbst gewohnet. Für das Jahr 1696 werden für Salbke 200 Einwohner angegeben.
Salbke wurde mehrfach Opfer größerer Brände. In der Nacht vom 20. zum 21. März 1702 brannte während eines Sturms fast das gesamte Dorf nieder. Drei Scheunen des Orts blieben erhalten. Ein weiteres Großfeuer ereignete sich in der Nacht des 10. Dezember 1735. Diesmal war der 1702 noch verschonte Klosterhof besonders betroffen. Angefacht durch einen Sturm breitete sich das Feuer schnell aus. Ein Bewohner wurde als Brandstifter bezichtigt und im Wege der Selbstjustiz hingerichtet. Er wurde nördlich der Sülze, in dem Bereich, in dem der Kuhanger auf die heutige Hauptstraße Alt Salbke trifft, an einen Pfahl gebunden und verbrannt. Der Pfahl war noch lange sichtbar. Die Region wurde länger als am Branntepahl benannt.
Die Einwohnerzahl Salbkes stieg von 300 im Jahr 1725, über 350 im Jahr 1750 und 393 im Jahr 1775 auf 514 im Jahr 1800.
Am 22. Oktober 1806 besetzten französische Truppen im Vormarsch auf die Festung Magdeburg auch Salbke. Ihr Lager schlugen sie zunächst in Fermersleben auf. Während der damit beginnenden Zeit der französischen Besetzung gehörte Salbke zum Kanton Sudenburg des Distrikts Magdeburg des Elbedepartments im Königreich Westphalen. Im November 1813 besetzten dann mit Preußen verbündete russische Truppen die Region und beendeten die napoleonische Fremdherrschaft. Allerdings hielten die Franzosen noch bis Mai 1814 die nördlich gelegene Festung Magdeburg besetzt, von wo sie aus wiederholt Ausfälle in die Umgebung vornahmen. Einmal drang hierbei ein Detachement, und somit nur eine kleinere Abteilung, bis Salbke vor, wurde jedoch bereits nach etwa 10 Minuten wieder vertrieben.
Ein weiterer Großbrand ereignete sich in der Nacht vom 7. zum 8. März 1826. Das Feuer brach auf dem Hof des Ackermanns Brandt dem größten Hof des Dorfes aus. Der im Bereich der heutigen Kyffhäuserstraße/Repkowstraße liegende Hof brannte völlig nieder. Die genaue Entstehung des Feuers ist unklar. Es wurde vermutet, dass während des Kalbens einer Kuh ein Knecht unaufmerksam eine Laterne umgeworfen hatte. Drei Knechte, die sich bemühten die Tiere zu retten, kamen beim Einsturz der Scheune um. Starker Südwestwind trug das Feuer weiter. Die benachbarten Dorffeuerwehren kamen zu Hilfe. Darunter selbst die Feuerwehr aus dem weiter entfernt liegenden Langenweddingen. Das Feuer war so stark, dass selbst in Barby der Nachtwächter Feueralarm gab und man dort annahm, dass benachbarte Pömmelte brenne. Insgesamt brannten 29 Höfe nieder. Beim Wiederaufbau des Ortes wurde die Bebauung zum Teil neu gegliedert. Straßen wurden begradigt und verbreitert. Im Bereich des Gänseangers, in dessen Gebiet heute die katholische Kirche steht, wurde ein neues Wohngelände geschaffen. Kleinere Brände, die nur einige Höfe betrafen ereigneten sich später noch am 6. Dezember 1853 und am 9. Januar 1863.
Trotz des Großbrandes von 1826, dem große Teile des Dorfes zum Opfer fielen, entwickelte sich Salbke bis zur Mitte des 19. Jahrhunderts zu einem der wohlhabendsten Orte im Kreis Wanzleben, zu dem es seit der preußischen Gebietsreform von 1815 gehörte. 1828 wurde für Salbke das Bestehen von Kalkbrennereien beschrieben. Die Bebauung des Orts erfolgte nun auch entlang der zuvor nur westlich am Dorf vorbeiführenden Heerstraße Magdeburg-Schönebeck, der heutigen Straße Alt-Salbke. Die Magdeburger Regierung verlangte von der Gemeinde Salbke die Pflasterung und Instandhaltung dieser Straße. Salbke weigerte sich und verwies auf den Charakter als Heerstraße, die durch die übergeordneten Behörden zu unterhalten sei. Die Regierung pflasterte die Straße selbst, trieb dann jedoch die Kosten bei der Gemeinde ein. Diese klagte hiergegen und konnte sich letztendlich über drei Instanzen mit letztinstanzlichem Urteil vom 19. Januar 1855 durchsetzen. Trotzdem erließ der Landrat des Kreises Wanzleben am 13. August 1857 eine Polizeiverordnung, mit der die wöchentliche Reinigung der Straße den Anwohnern auferlegt wurde. Mehrere sich weigernde Grundstücksbesitzer wurden wegen Verstoßes gegen die Polizeiverordnung angeklagt, jedoch in beiden Instanzen freigesprochen.
1865 wurde die mittelalterliche Kirche abgerissen und durch einen neugotischen Bau ersetzt. Die Einwohnerzahl stieg von 413 im Jahr 1781 über 614 im Jahr 1818 auf 854 1840. 851 hiervon waren evangelischer, 3 katholischer Konfession. Mit 34 Landwirten war der Ort hauptsächlich landwirtschaftlich geprägt, daneben waren die Schifffahrt und die Holzwirtschaft in der Kreuzhorst von Bedeutung. In der Mitte des 19. Jahrhunderts wurde die Bewirtschaftung des Klostergutes eingestellt. Die bis dahin bestehende Klosterfähre über die Elbe stellte damit ihren Betrieb ein, wurde dann jedoch durch die Fähre Salbke ersetzt.
In der 1864 veröffentlichten Arbeit des Botanikers Paul Ascherson über die Flora im Raum Magdeburg werden auch mehrere Funde im Gebiet von Salbke beschrieben. So wird das Vorkommen des Kelch-Steinkrauts auf Äckern bei Salbke, des Echten Eibisch an der Sülze bei Salbke, Italienischer Spitzklette „Unterhalb von Salbke“ und von Gefleckter und Stern-Flockenblume an der Chaussee nach Fermersleben aufgeführt.
Im Zeitraum der 1860er Jahre war vermutet worden, dass sich bei Salbke Steinsalz-Vorkommen in einer geringeren Tiefe als in Schönebeck befinden könnten. Es wurde daher 1867 eine Probebohrung ausgebracht. Letztlich kam es jedoch nicht zur Aufnahme einer Steinsalzförderung in Salbke.
Ab dem 1. Oktober 1879 gehörte Salbke zum Gerichtsbezirk des neu gebildeten Amtsgericht Buckau.

### Industrialisierung

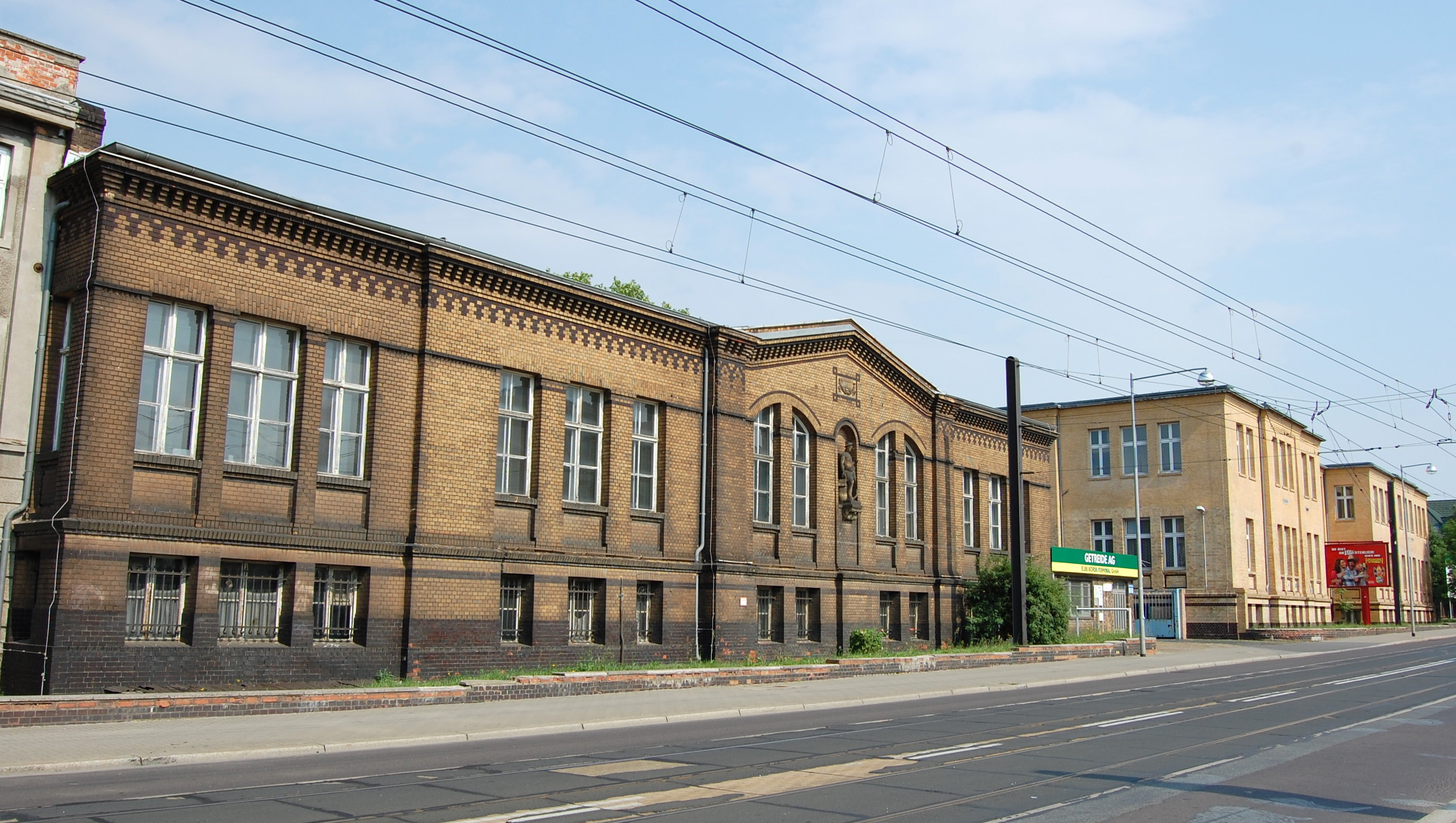
Gebäudekomplex am Haupteingang zu Fahlberg-List

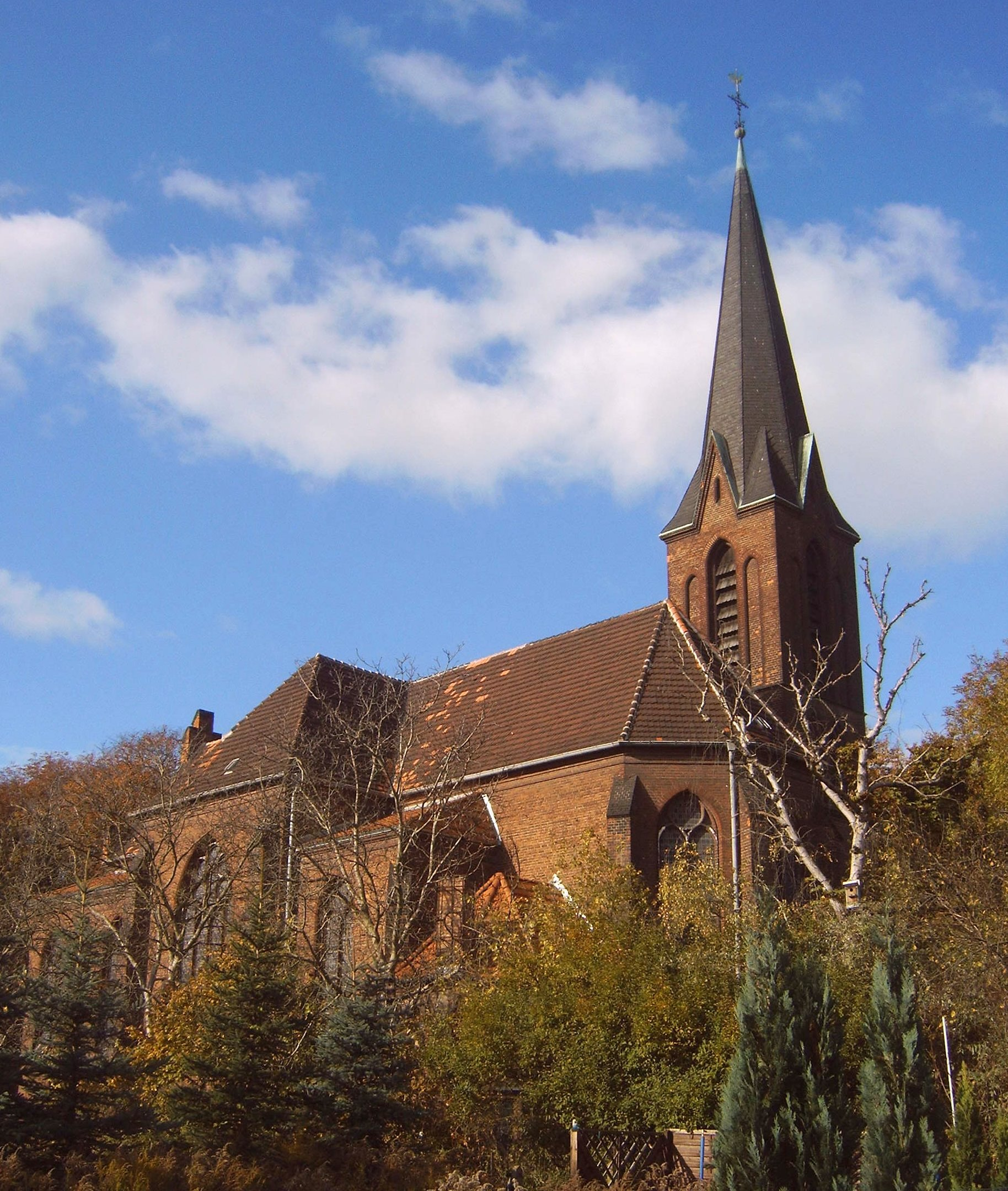
St.-Johann-Baptist-Kirche

Ein Wandel trat ein, als die Industrialisierung Ende des 19. Jahrhunderts auch in Magdeburg und Umgebung zu wirken begann. 1886 entstand südlich des Orts das Saccharinwerk Fahlberg-List. Im gleichen Jahr wurde eine Pflichtfeuerwehr mit zunächst sieben Mitgliedern gebildet, die 1903 auf 13 Personen verstärkt und schließlich am 8. Mai 1903 zu einer Freiwilligen Feuerwehr mit 33 Mitgliedern umgewandelt wurde. Heute verfügt Salbke über keine eigene Freiwillige Feuerwehr, gehört jedoch zum Bereich der Freiwilligen Feuerwehr Magdeburg-Südost mit Sitz in Westerhüsen.

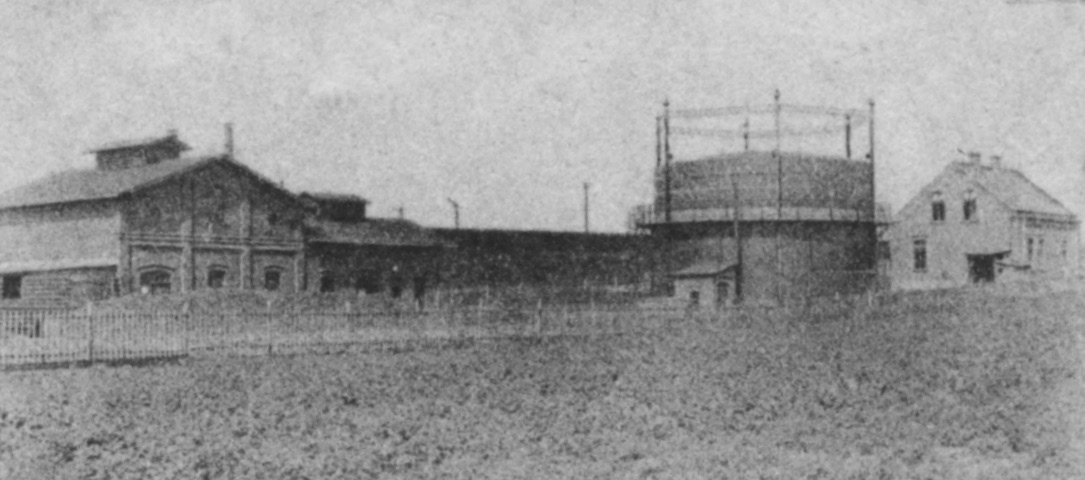
Gas-Anstalt Salbke, um 1900

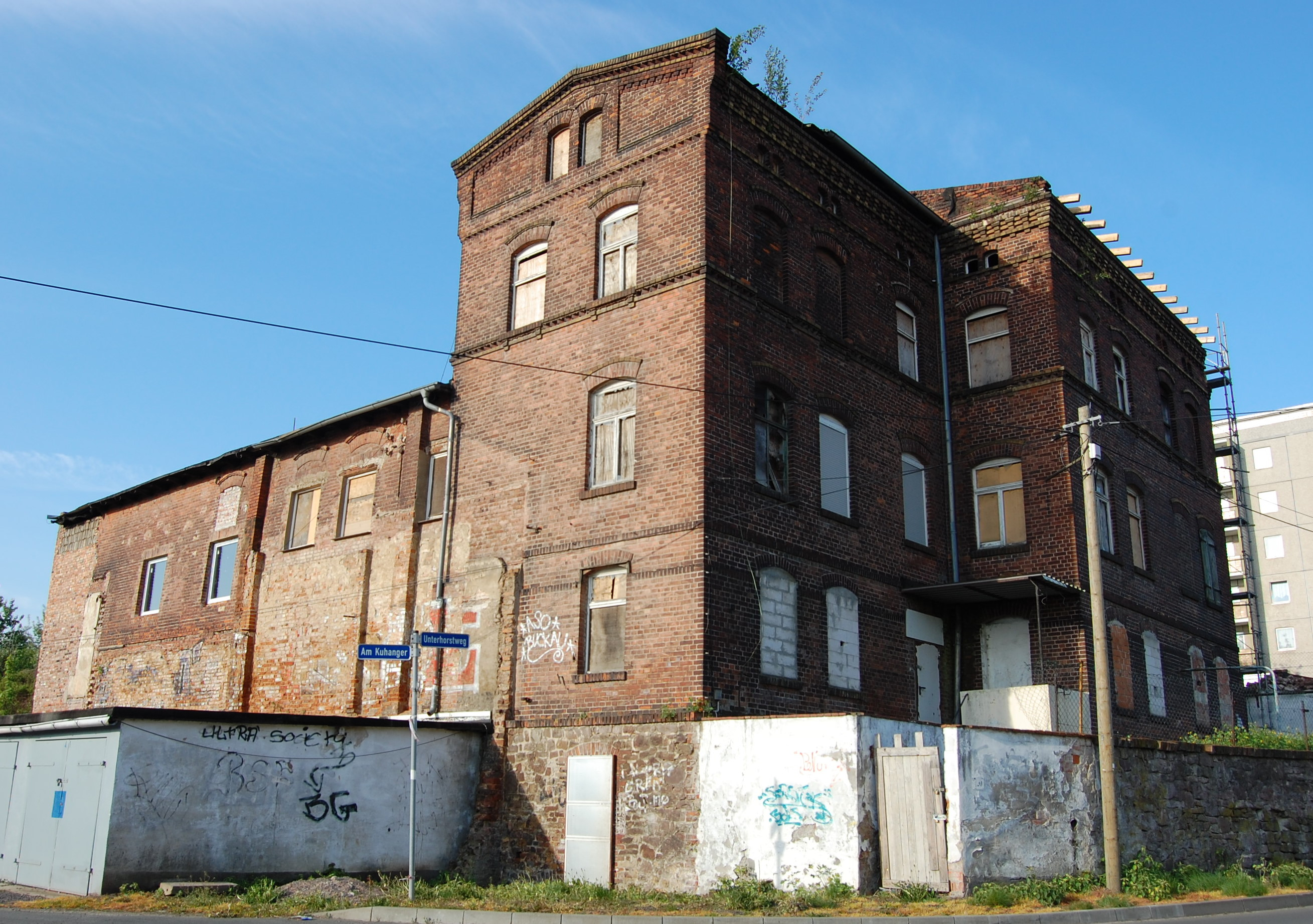
Ein ehemaliges Fabrikgebäude am Unterhorstweg, 2011

Im Nordwesten von Salbke errichtete die preußische Staatsbahn 1892 die Königliche Eisenbahnhauptwerkstatt Salbke, die sich zu einer der größten Produktionsstätten der Bahn entwickelte. Am 18. März 1895 gründeten 15 Personen den Salbker Hausbesitzerverein, der später im Magdeburger Haus- und Grundbesitzerverband aufging. In der Hadmersleber Straße 11 eröffnete am 7. Juli 1895 die Adler-Apotheke Südost. Die Konzession hierfür war am 17. August 1894 erteilt worden. 1898 wurde ein Gaswerk zur Versorgung von Salbke und Westerhüsen gebaut. Die Gas-Anstalt wurde von der Gas-Anstalt-Actien-Gesellschaft an der Adresse Neuer Ottersleber Weg 2 betrieben. Um 1900 hatte ein Johann Brandt aus Bremen den Vorstand inne. Weitere in dieser Zeit in Salbke bestehende Fabriken waren die Glashütte Dörries und die Seifen-Werke von Dr. Carl Schmidt am Unterhorstweg. Durch den mit der Industrialisierung verbundenen Arbeitskräftebedarf schnellte die Zahl der Einwohner bis zum Jahre 1900 auf 2.986 herauf.
Als Gemeindehaus Salbke diente das Gebäude Anstaltstraße 8.
Alle westlich der Elbe gelegenen Teile des Gutsbezirks Salbke wurden am 1. April 1903 dem Gemeindebezirk zugeordnet, bis dahin gehörte der Gutsbereich als Rittergut nicht zum Gebiet der Gemeinde Salbke.
Die Alte Schule Salbke genügte den steigenden Schülerzahlen nicht mehr, so dass ab 1904 das Gebäude der heutigen Grundschule Salbke entstand. Ab März 1905 errichtete die Maschinenfabrik R. Wolf nördlich der Eisenbahnhauptwerkstatt ein neues Werk, das spätere SKL. Im gleichen Jahr entstand westlich des Orts mit dem Friedhof Salbke auch ein neuer Friedhof. 1909 begann der Bau der katholischen St.-Johann-Baptist-Kirche. Menschen jüdischen Glaubens gehörten zumindest im 19. Jahrhundert zur Schönebecker Synagogengemeinde.
Im Bereich zwischen heutiger Gröninger Straße und der Alten Schule Salbke fand jährlich ein als Messe bezeichneter Jahrmarkt statt.
1910 bemühte sich die 1908 gegründete Gartenstadt-Kolonie Reform um den Erwerb eines Grundstücks zur Errichtung einer Wohnsiedlung auf dem Gebiet der Gemarkung Salbke. Am 13. März 1910 wurde ein entsprechender Vertrag mit dem Kloster Unser Lieben Frauen als Grundstückseigentümer vorbereitet. Auf einem von der Stadt Magdeburg 1910 gefertigten Lageplan für das Gebiet der Gartenstadtbebauung im Süden Magdeburgs wurde als Areal für die Kolonie „Reform“ ein Bereich südlich der Ottersleber Straße, im heute von Ottweiler und Saarbrücker Straße begrenzten Gebiet vorgesehen. Letztlich kam es jedoch nicht zum Abschluss des Vertrages. Die Siedlung entstand als heutiges Alt-Reform im Stadtteil Reform.

### Eingemeindung
Am 1. April 1910 wurde Salbke in die Stadt Magdeburg eingemeindet, wobei die ostelbische Kreuzhorst dem Kreis Jerichow I zugeordnet wurde. Magdeburg hatte sich in den 1906 begonnenen Vorverhandlungen verpflichtet, eine elektrische Vorortbahn nach Salbke zu führen und neue Versorgungsleitungen für Energie und Wasser zu verlegen. Für die Realisierung der Zusagen wurden zehn Jahre benötigt. Im Eingemeindungsvertrag wurde auch eine Klausel vereinbart, wonach der im Stadtgebiet übliche Schlachthauszwang für Salbke bis zum 31. März 1925 ausgesetzt blieb. Der Beschluss im Salbker Gemeinderat zur Eingemeindung war am 4. Oktober 1909 mit 11 zu 1 Stimmen erfolgt. Im Zuge der Eingemeindung wurden auch Straßen in Salbke umbenannt, um doppelte Benennungen in der Stadt zu vermeiden. Aus der Schönebecker Straße wurde so Alt Salbke, die Bahnhofsstraße wurde zur Welsleber Straße, die heute jedoch zu Westerhüsen gehört. Aus der Feldstraße wurde zunächst die Metzer Straße, die später noch einmal in Blumenberger Straße umbenannt wurde. Der Name der Kirchstraße wurde erst in Marienburger Straße und später in Greifenhagener Straße geändert. Die Krugstraße wurde zur Kyffhäuserstraße, die Morgenstraße zur Wörther Straße und dann zur Kroppenstedter Straße. Auch die Wilhelmstraße wurde mehrfach umbenannt und hieß nach der Eingemeindung zunächst Bülowstraße und heute Oschersleber Straße. Die Straße An der Sülze erhielt den neuen Namen Gröninger Straße.
Anfang des 20. Jahrhunderts bestand in Salbke ein Geschäft des in Schönebeck ansässigen Konsumvereins Biene. Nach der Eingemeindung wurde der Verein zum 1. Januar 1912 mit dem Konsumverein Magdeburg verschmolzen, der das Geschäft weiter führte.
Die am 1. August 1914 erfolgte Mobilmachung zum Ersten Weltkrieg wurde auch in der Salbker Bevölkerung freudig aufgenommen. Am 4. August 1914 wurden Einquartierungen vorgenommen. Am 13. August 1915 kam es während eines Gewitters auf dem Betriebsgelände der auch als Rüstungsbetrieb tätigen Wolf AG zu einer Explosion, die drei Verletzte forderte. Granatsplitter wurden bis in die Kreuzhorst geschleudert. 1916 trat die Diphtherie bei Kindern in den südöstlichen Stadtteilen Magdeburgs verstärkt auf.
Am 24. Januar 1920 wurde auf einer Versammlung von Vereinsvertretern beschlossen, für die etwa 150 Gefallenen Salbkes einen Gedenkstein zu errichten. Er sollte als schlichter Findling auf dem Sülzeplatz entstehen. Zur Umsetzung wurde ein Ausschuss gewählt. Zur Linderung der Lebensmittelknappheit gab es Bemühungen unzureichend genutzte Ackerstücke bedürftigen Familien als Kartoffeläcker zuzuweisen. Am 8. Januar 1921 sprach Frida Wulff, Reichstagsabgeordnete der USPD, in Salbke zu politischen Fragen und äußerte sich zu Hintergründen der Nichtregierungsbeteiligung ihrer Partei.

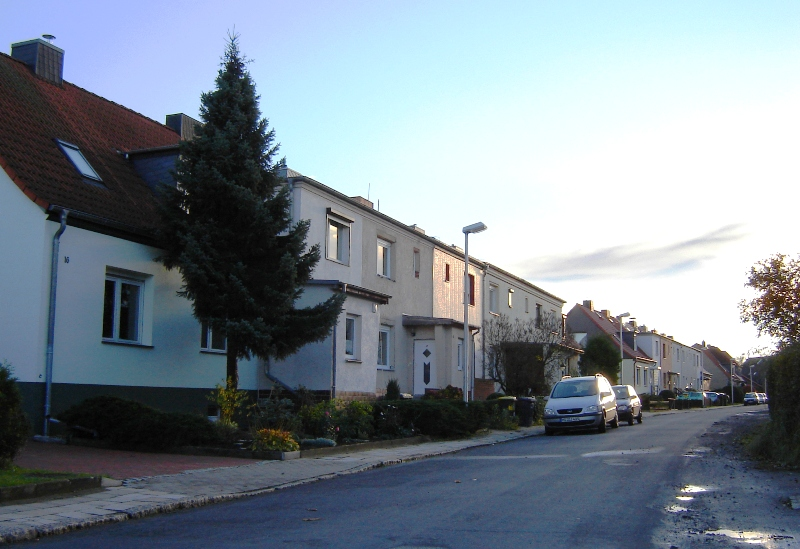
Siedlung Lüttgen Salbke

 Am 28. Januar 1921 wurde in Salbke ein der SPD nahestehender Arbeiterjugendverein gegründet. Zur Vermittlung von Gartenparzellen gründete sich am 27. Februar 1921 die Gartenbau-Vereinigung Salbke.
Um den Wohnungsbedarf zu decken, entstanden an der Hauptstraße zahlreiche mehrstöckige Mietshäuser. Auf der westlichen Feldmark wurden um 1912 die Arbeitersiedlungen Lüttgen-Salbke und Wolfsfelde angelegt. Am 21. März 1919 wurde im Restaurant „Zum Bergschlößchen“, Alt Salbke 95 die Gartenbauverein Salbke eGmbH gegründet, die westlich der Ortslage, zwischen der Eisenbahntrasse und Lüttgen Salbke nördlich der Ottersleber Straße eine Kleingartenanlage errichtete. Auf zuvor dem Kloster Unser Lieben Frauen gehörendem Grund entstand eine sodann ab 1923 durch den Gartenverein Salbke e. V. betriebene Anlage, die später durch die Errichtung von Wohnhäusern in den Gärten Siedlungscharakter bekam. Die Wege dieser Anlage Hosse-Privatweg, Drews-Privatweg und Rose-Privatweg wurden 1926 in Anerkennung der Arbeit des bisherigen Vereinsvorstandes nach dem noch bis 1950 als Vorsitzenden tätigen Paul Hosse, dem Schriftführer Otto Drews und dem Kassierer Gustav Rose benannt und haben sich bis heute gehalten. Später folgte noch der Fischer-Privatweg für den 2. Vorsitzenden Wilhelm Fischer.
Auf die Freiwillige Feuerwehr Salbkes wirkte sich die Eingemeindung nachteilig aus. In den ersten Jahren kam es zunächst nur dann zum Einsatz der städtischen Berufsfeuerwehr, wenn die Salbker Kräfte nicht ausreichten. Während die nur umständlich alarmierte Salbker Feuerwehr die Löschtechnik noch mit Handzug zum Einsatzort brachte, verfügte die Berufsfeuerwehr bald über motorisierte Löschfahrzeuge. Wie auch in anderen Magdeburger Vororten löste sich in Salbke die Freiwillige Feuerwehr auf. 1926 bestand sie bereits nicht mehr.
1928/29 wurde nördlich der Ortslage der in moderner architektonischer Gestaltung ausgeführte Wohnblock Alt Salbke 102–106 errichtet. Am 6. September 1926 wurde die durch Salbke führende Straßenbahnlinie Magdeburg–Schönebeck eröffnet. Der Bau der Straßenbahnstrecke, zunächst zwischen Buckau und Westerhüsen, begann bereits 1919. Im Frühjahr 1919 war entlang der Strecke eine Feldbahn errichtet worden, um die notwendigen Erdbewegungen vornehmen zu können. Die Bahn führte auch zu einer eigenen Kiesgrube auf dem Katzenwerder an der Elbe. Aufgrund eines Mangels an Schienen wurde 1920 allerdings geplant die Strecke in Teilen zunächst nur eingleisig auszuführen. Vor den Grundstücken der Maschinenfabrik R. Wolf und des Eisenbahnhauptwerkstatt Salbke wurde jedoch wegen der Verwendung von Vignolschienen ein besonderer zweigleisiger Abschnitt vorgesehen. Es gelang jedoch ausreichend Schienen zu beschaffen, um die Strecke zwischen Buckau und der Schleswiger Straße in Westerhüsen sofort zweigleisig auszuführen. Die geplanten Baukosten lagen bei 6 455 000 Mark. Der besondere Gleiskörper in Salbke ist durch die dort noch heute bestehende Seitenlage der Gleise, noch heute erkennbar.

Mehrere Unglücksfälle erregten in dieser Zeit Aufmerksamkeit. In der Nacht zum 6. November 1920 wurde ein in der Elsässer Straße 5 (heutige Faulmannstraße) lebender Arbeiter von einem Feldhüter in der Salbker Feldmark angeschossen und schwer verletzt. Ein Bootsunglück ereignete sich am 1. Mai 1921 gegen 16.00 Uhr, als ein mit acht Personen besetztes Segelboot kenterte. Das wohl überladene Boot war in Salbke zu einer Bootsfahrt auf der Elbe gestartet. Zwei Personen, der aus Fermersleben stammende und in der KPD aktive 33-jährige Schlosser Georg Dieter und der erst 16-jährige Magdeburger Kaufmannslehrling Fritz Hamann, ertranken dabei. Die Leiche Dieters wurde am 10. Mai an einer Buhne bei Prester gefunden.  Der Westerhüser Fleischermeister Wilhelm Markgraf verstarb im Krankenhaus, nachdem er sich am 24. Mai 1931 mit einem PKW vor der Sankt-Gertraud-Kirche auf der Straße Alt Salbke überschlagen hatte.

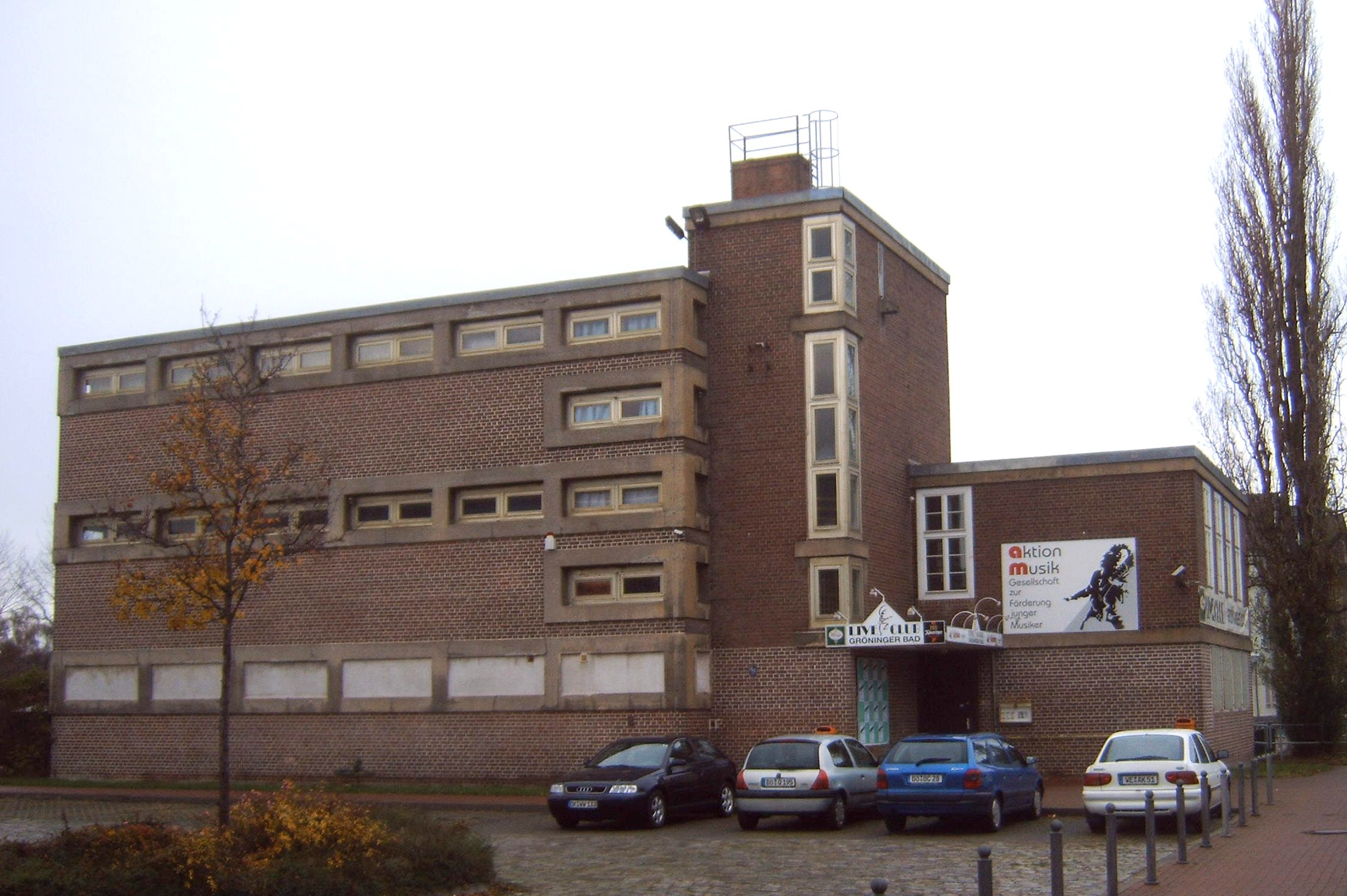
Gröninger Bad

 1926/27 entstand das Volksbad Gröninger Bad. 1933 zählte Salbke 6675 Bewohner.

### Nationalsozialismus und Zweiter Weltkrieg
In der Zeit des Nationalsozialismus bestanden an mehreren Stellen in Salbke Unterkünfte für Fremd- und Zwangsarbeiter sowie Kriegsgefangene, so an den Adressen Alt Salbke 112-120, Alt Salbke 117, Lothringer Straße 1-7, der heutigen Ferdinand-Schrey-Straße, in der Blumenstraße und auch auf dem Gelände der Salbker Schule in der Friedhofstraße. Darüber hinaus waren im Kieswerk im Unterhorstweg vor allem französische Arbeiter untergebracht.
Die Bombenangriffe auf Magdeburg in den Jahren 1944 und 1945 richteten vor allem im Reichsbahnausbesserungswerk Schäden an. Beschädigt wurde auch das an der Ecke Klosterhof/Greifenhagener Straße befindliche Feuerwehrhaus der ehemaligen Freiwilligen Feuerwehr Salbke, welches seit 1943 als Ausweichquartier für eine der Magdeburger Feuerlöschbereitschaften diente. Aber auch Wohngebiete waren betroffen. Luftangriffe, die auch das Gebiet von Salbke betrafen, fanden am 21. und 24. Januar 1944 sowie am 2. und 4. Februar 1945 statt. Am 14. Februar 1945 erfolgte zwischen 1.02 und 1.07 Uhr ein Luftangriff auf den Magdeburger Südosten, der 15 Menschenleben kostete.
Etwa gegen 17.00 Uhr des 11. April 1945 wurde für das Stadtgebiet von Magdeburg Alarm wegen Feinden gegeben, US-amerikanische Truppen hatten Ottersleben erreicht. Dies kam für die Bevölkerung verhältnismäßig überraschend, da der Vormarsch der amerikanischen Truppen sehr schnell erfolgt war. Der Wehrmachtbericht vom Abend des 11. April berichtete noch vom Vormarsch amerikanischer Truppen im Bereich nördlich und südlich von Hannover, also deutlich mehr als 100 Kilometer weiter westlich. Tatsächlich hatten die US-Truppen im Laufe des 11. April ungefähr 90 Kilometer überwunden und Schönebeck sowie die westlichen Vororte Magdeburgs erreicht. Aus Richtung Ottersleben rückten die US-Einheiten noch am Abend des 11. April bis zum Flughafen Magdeburg vor. Am 12. April rückten die amerikanische Einheiten aus westlicher Richtung über Wolfsfelde nach Salbke vor und erreichten so das Westufer der Elbe. Die US-Truppen rückten sowohl nach Süden vor, wo sie Westerhüsen einnahmen, als auch nach Norden in Richtung Buckau. Das an der Grenze zu Fermersleben gelegene Werk der Maschinenfabrik Buckau R. Wolf wurde eingenommen und die dort befindlichen Kriegsgefangenen befreit. In den frühen Morgenstunden des 14. April erfolgte ein Luftangriff der deutschen Luftwaffe, der insbesondere das Salbker Werk der Buckau R. Wolf AG traf und dort zu Schäden führte. Am gleichen Tag detonierte ab 13.00 Uhr zwischen Fermersleben und Buckau Munitionszüge, die durch Kommandos der Wehrmacht gesprengt worden waren. Die Explosionen erschütterten über Stunden die umliegenden Wohngebiete und führten im Reichsbahnausbesserungswerk Salbke, der Maschinenfabrik Buckau R. Wolf und vor allem in Lüttgen-Salbke zu Schäden. Die Kampfhandlungen dauerten an, die US-Panzer zogen sich am 17. April aus Salbke bis zum Bahnhof Magdeburg Südost in Westerhüsen zurück. Nach schweren Luftangriffen und Artilleriebeschuss auf Magdeburg stießen die US-amerikanischen Einheiten dann wieder nach Norden vor und erreichten am Abend des 17. April Buckau. Im Laufe des 18. April hatten die US-Truppen die Kontrolle über die westlich der Elbe gelegenen Stadtteile erlangt. Am 22. April fielen nochmals Bomben auf Salbke. Dabei wurde unter anderem auch das Vereinsheim des Salbker Gartenvereins zerstört. Zum Teil werden diese Bomben als fehlgeleitet angenommen, sie könnten jedoch im Zuge des am 22. April erfolgten letzten deutschen Luftangriffs auf den Süden Magdeburgs gefallen sein.

### DDR-Zeit

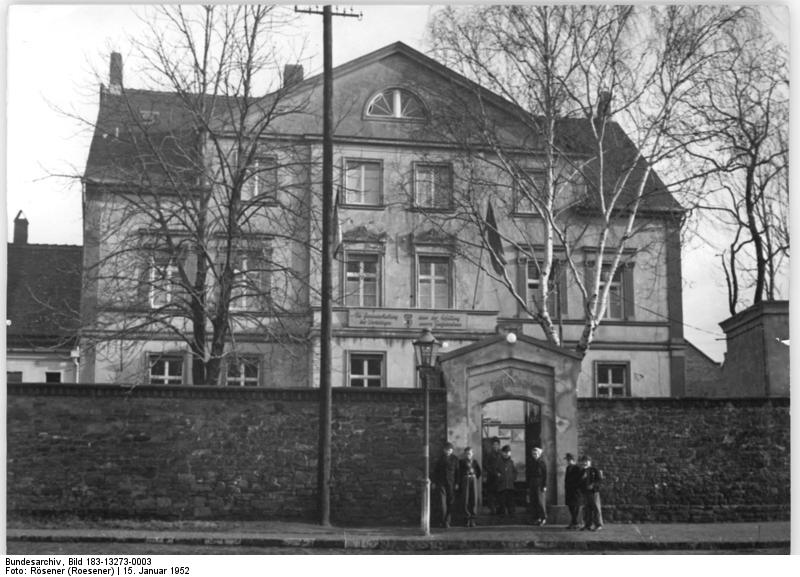
Poliklinik Südost am Tag der Eröffnung 1952

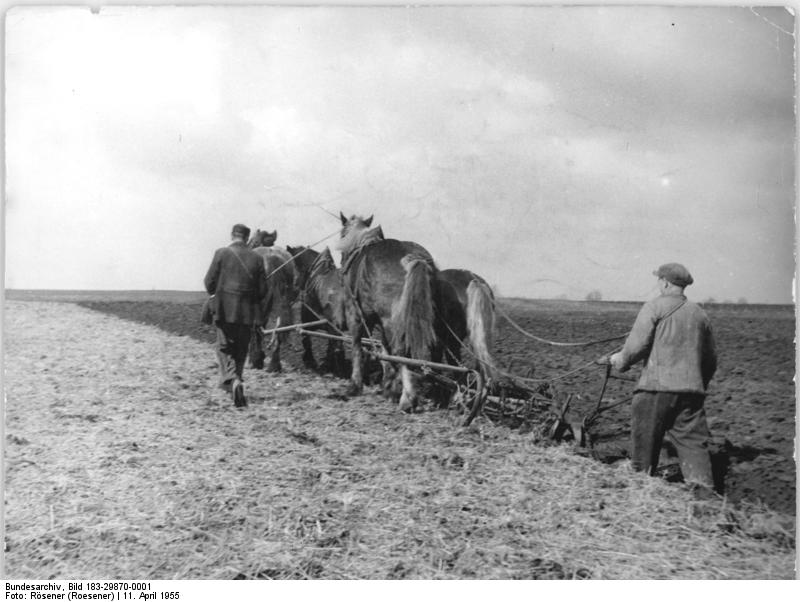
Einzelbauer Markowski, 1955; der historische Hof der Familie Markowski befand sich in Alt Salbke 96 und wurde Anfang der 1990er Jahre abgerissen

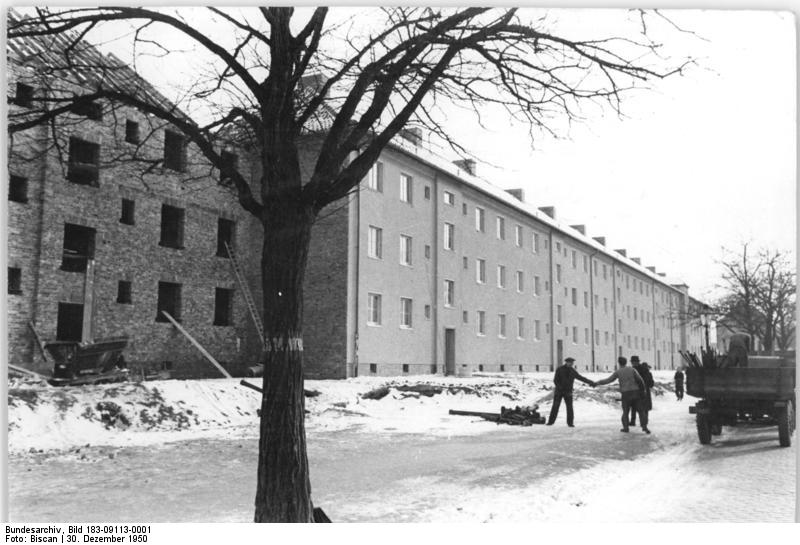
Neubau von Wohnungen im Jahr 1950, Alt Salbke

Nach der Besetzung Salbkes durch US-Truppen bildete sich, wie auch in anderen abgelegenen Stadtteilen, eine lokale Bezirksbürgermeisterei. Die eigentlichen städtischen Behörden konnten nicht bzw. nicht in ausreichendem Maße tätig werden. Oberbürgermeister Otto Baer löste Mitte Mai 1945 diese provisorische Struktur wieder auf, „nachdem der Verkehr mit diesen Vororten frei geworden (…) und die städtischen Behörden wieder arbeitsfähig“ waren.
1949/50 wurde das im Krieg beschädigte Feuerwehrhaus der Freiwilligen Feuerwehr abgerissen. An dieser Stelle entstand eine Grünfläche.
Das Eisenbahnwerk wurde in der DDR als nunmehriges Reichsbahnausbesserungswerk weiter betrieben und spezialisierte sich auf die Reparatur von Güterwagen. Als zweite städtische Poliklinik wurde am 15. Januar 1952 im Klosterhof 1a, dem ehemaligen Herrenhaus die Poliklinik Südost eröffnet. Überregional beachtet wurde 1954 die Rettungstat der zwölfjährigen Rita Buchheister die aus einem in der Elbe gekenterten Paddelboot einen kleinen Jungen rettete und ihn solange über Wasser hielt, bis ein Fährmann zu Hilfe kommen konnte.
Die verbliebene landwirtschaftliche Nutzfläche der Gemarkung wurde von der in Westerhüsen ansässigen LPG „Freie Erde“ bewirtschaftet. Die Fähre Salbke stellte ihren Betrieb ein. Am 22. März 1965 entzündeten spielende Kinder ein Fass mit Dieselkraftstoff auf dem Gelände des Kieswerks in der Nähe der Elbe. Eine darauf folgenden Explosion kostete einem 13-jährigen Jungen das Leben.
1970 wurde gegenüber dem SKL im Unterhorstweg eine Kindertagesstätte eröffnet. Diese ist nach einer Sanierung Anfang des 21. Jahrhunderts noch heute als Kita Am Salbker See in Betrieb. Im Sommer 1972 wurde am im Zuge des Kiesabbaus entstandenen Salbker See I ein Strandbad eröffnet. Die Straßen um den Hosse-Privatweg wurden ab 1977 an die Wasserver- und Abwasserentsorgung angeschlossen und die Wege von teilweise nur 3 Metern Breite auf bis zu 4,50 Meter verbreitert. Am 4. Oktober 1981 war der Salbker See, wie bereits 1978, Austragungsort für die DDR-Meisterschaft im Motorbootrennsport, nachdem er 1975 bereits Schauplatz der DDR-Meisterschaften der Schiffsmodellbauer war.

### Entwicklung ab 1989
Nach der politischen Wende des Jahres 1989 schlossen sowohl das Reichsbahnausbesserungswerk als auch Fahlberg-List. Auch die Produktion auf dem SKL-Gelände ging deutlich zurück. Es setzte eine fortschreitende negative Entwicklung ein. Die alten Mietskasernen und die übrige eher kleinstädtische Bebauung wurden als unattraktiv empfunden, sodass viele Einwohner dem Stadtteil den Rücken kehrten. Um das Jahr 2000 gab es im Ortskern Wohnungsleerstände bis zu 80 Prozent, und die Einwohnerzahl war um 20 Prozent geschrumpft. Betroffen vom Leerstand sind vor allem unsanierte Gebäude entlang der verkehrsreichen Hauptstraße. In Gebieten abseits der Hauptverkehrsachse wurden die Häuser jedoch weitgehend saniert und modernisiert.
Ein aktiver Bürgerverein wurde gegründet. Im März 2009 wurde mit der Friedhofskapelle Salbke ein Salbker Baudenkmal abgerissen. 2011 wurde ein Ersatzbau fertiggestellt. 2010 wurde der Umbau der seit längerem leerstehenden Alten Schule Salbke zum Bürgerhaus vollendet. Am 3. Juli 2011 wurde mit dem Lapidarium St. Gertraud, eine Sammlung steinerner Monumente an der evangelischen Sankt-Gertraud-Kirche eröffnet. Seit dem 11. Juli 2011 bestand mit der Apotheke Alt Salbke wieder eine Apotheke im Ort. Die ehemalige Adler-Apotheke Südost in der Hadmersleber Straße 11 war am 19. Dezember 1990 zunächst privatisiert und im Juli 1992 an die Adresse Alt Salbke 66 verlegt am 31. Dezember 2003 dann jedoch geschlossen worden. Die am 1. Juli 1996 an der Adresse Alt Salbke 96 eröffnete Klosterhof-Apotheke war nach einiger Zeit bereits wieder geschlossen worden. Im Juni 2013 war Salbke vom Elbe-Hochwasser betroffen. Das Hochwasser erreichte die Hauptstraße Alt Salbke, die ab dem 6. Juni 2013 voll gesperrt werden musste. Mehrere Straßenzüge und Gebäude, darunter das Gröninger Bad und die Apotheke Alt Salbke, waren direkt vom Hochwasser betroffen. Am 12. Juni 2013 konnte die Sperrung der Hauptstraße wieder aufgehoben werden. Die Apotheke Alt Salbke gab ihren Standort in Salbke wieder auf.

## Bauwerke

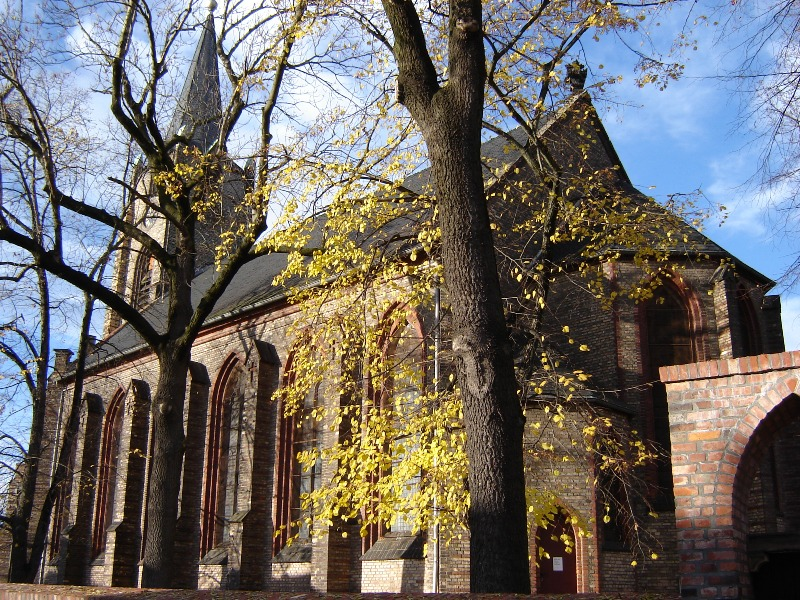
St.-Gertraud-Kirche

Die in Salbke vorhandenen Kulturdenkmale sind im örtlichen Denkmalverzeichnis aufgeführt. Am Rande des alten Ortskerns direkt an der heutigen Hauptstraße Alt Salbke steht die evangelische St.-Gertraud-Kirche. Es handelt sich um ein 1866 bis 1867 im neugotischen Baustil errichtetes Gebäude, bestehend aus Backsteinsaal, mehrseitiger Apsis und quadratischem Westturm. In der Kirche und ihrem Umfeld befindet sich das Lapidarium St. Gertraud. Im Pfarrhof der Kirche steht der historische Taubenturm Salbke. Die ehemalige katholische Kirche St. Johannes Baptist entstand 1909 ebenfalls im neugotischen Stil.
Das Wahrzeichen Salbkes, der Salbker Wasserturm, wurde in den Jahren 1893 und 1894 im Auftrag der Königlichen Eisenbahndirektion Berlin zur Wasserversorgung für das in der Nähe befindliche Reichsbahnausbesserungswerk Salbke gebaut. Zur gleichen Zeit entstand die ehemalige Gaststätte Turmpark. Seit 1912 befindet sich am Werkseingang die Borchard-Linde. Ebenfalls von der Königlichen Eisenbahndirektion Berlin wurde zwischen 1904 und 1913 die Siedlung Freundschaftsweg gebaut, um Wohnungen für die Arbeiter des Reichsbahnausbesserungswerks zu schaffen. Der gesamte Straßenzug wurde mit gleich gestalteten Doppelwohnhäusern errichtet. Denkmalgeschützte Industriearchitektur findet sich im ehemaligen Reichsbahnausbesserungswerk, im ehemaligen Fahlberg-List und auf dem Gelände des SKL. Im Kantinengebäude des SKL befindet sich auch das denkmalgeschützte Glasbild Die sieben Künste.
In Salbke befinden sich auch die Reste eines historischen Klostergutes, das Klostergut Salbke. Nach Plänen und unter Leitung des Architekten Johannes Göderitz entstand 1926/27 das heute als Veranstaltungszentrum genutzte Gröninger Bad.
Im Juni 2009 wurde mit dem Lesezeichen Salbke im Salbker Engpass eine Freiluft Bibliothek eröffnet. Im Gebäude des Bürgerhauses Alte Schule Salbke befindet sich seit 2010 die Leonardo-Bibliothek für berufsbildende Literatur.
An der südlichen Grenze der Salbker Gemarkung befinden sich mit der ehemaligen Glashütte Dörries und dem alten Postamt Salbke zwei denkmalgeschützte Gebäude. Als technisches Denkmal ist die historische Kümpelpresse erwähnenswert. Unter Denkmalschutz stehen auch das 1901 gebaute Kupitzsche Haus in der Friedhofstraße, das weitgehend baugleiche, 1903 errichtete Friedrichsche Haus in der Repkowstraße, der im Stil des Neuen Bauens nördlich des Dorfes gebaute Wohnblock Alt Salbke 102–106, das Wohnhaus Alt Salbke 51 sowie das bereits vom Ende des 19. Jahrhunderts stammende ehemalige Kulturhaus „Wilhelm Pieck“ des VEB Fahlberg-List.

## Persönlichkeiten
In Salbke geboren wurden:
- Gottfried Andreas Böckelmann (1802–1870), deutscher Fabrikant und Rittergutsbesitzer.
- Johannes Heyne (1845–1904), Kommunalbeamter und Bürgermeister von Görlitz
- Hermann Paul (1846–1921), Professor für Germanistik
- Friedrich Bollmann, genannt „Fritze Bollmann“ (1852–1901), Brandenburger Original
- Walter Friedrich (1883–1968), Biophysiker
- Karl Artelt (1890–1981), deutscher Politiker und einer der Führer des Kieler Matrosenaufstandes
- Paul Karl Julius Hahn (1893–1960), Widerstandskämpfer gegen den Nationalsozialismus
- Willi Kreikemeyer (1894 – etwa 1950), Generaldirektor der Reichsbahn und eine der Schlüsselfiguren in der Fieldaffäre
- Siegfried Donndorf (1900–1957), Maler
- Carl Felix List (1902–1968), Neurochirurg
- Herbert Fiering (1912–2000), deutscher Politiker (LDP)
- Hans Joachim Hildebrandt (1929–2020), Regisseur.

Der in schwedischen Diensten stehende Feldherr James Hamilton, 1. Duke of Hamilton hatte Ende 1631/Anfang 1632 sein Quartier in Salbke aufgeschlagen. In gleicher Zeit hielt sich auch der schwedische General Johan Banér in Salbke auf. Von 1647 bis 1650 hatte der Pfarrer Martin Friedrich Curio vertretungsweise auch die Salbker Pfarre inne. Der Theologe, Pädagoge und Schriftsteller Friedrich Ernst Vorberg war im 18. Jahrhundert als Nachfolger von Johann Andreas Lutterodt als evangelischer Prediger an der Salbker Kirche tätig. Sonst mit Salbke verbunden war der Pädagoge und Theologe Franz Heyne, der von 1837 bis 1877 ebenfalls Pfarrer in Salbke war und hier eine private Lehrerbildungsanstalt betrieb. Auch der Theologe Maximilian Besser war langjährig als Salbker Pfarrer tätig. Der Schriftsteller Adolf Heitmann war in den 1880er Jahren Lehrer an der Salbker Schule. Der Maler Moritz Rusche lebte in der Mitte des 20. Jahrhunderts in Salbke. Mit Adolf Strewe und Martin Kramer bekleideten zwei bekanntere evangelische Theologen die Salbker Pfarrstelle.
Durch die Ansiedlung großer Industriebetriebe arbeiteten viele bekannte Persönlichkeiten in Salbke. Heinrich Notz war in der ersten Hälfte des 20. Jahrhunderts über längere Zeit Direktor der Salbker Maschinenbaufabrikation. In diesem Werk von Buckau R. Wolf bzw. dem späteren SKL waren auch Lutz Modes als Generaldirektor, die Konstrukteure Hans Günter Rost und Hans Standhardt als Leiter der Konstruktionsabteilung, der Ingenieur Waldemar Vinz als technischer Direktor, der Konstrukteur Heinz Ullrich als Leiter des Kesselbaus, der Bildhauer Hans Helmbrecht als Leiter der Werbeabteilung und der spätere Hochschullehrer Siegfried Rudert tätig. Der SED-Parteisekretär der Großen Schmiede des SKL, Hugo Baumgart, war von 1954 bis 1967 Mitglied des SED-Zentralkomitees. Von 1987 bis 1990 arbeitete auch RAF-Terroristin Inge Viett unter einem Decknamen in diesem Salbker Betrieb.
Der Maler und Grafiker August Bratfisch arbeitete von etwa 1919 bis 1948 im Reichsbahnausbesserungswerk Salbke. In den 1950er Jahren arbeitete dort zeitweise auch der Handballspieler und später erfolgreiche Handballtrainer Klaus Miesner. Außerdem war dort die spätere niederdeutsche Autorin Marta Rothe tätig.
Viele bekannte Persönlichkeiten waren beim Chemieunternehmen Fahlberg-List beschäftigt. Zu nennen ist der Begründer des Werks Constantin Fahlberg, der zeitweise auch im Ort wohnte. Die späteren Widerstandskämpfer gegen den Nationalsozialismus Hubert Materlik und Franz Rekowski arbeiteten in den 1920er Jahren bei Fahlberg-List. Vor allem sind jedoch die Namen bekannter Chemiker mit dem Werk verbunden. Ernst Schmitz war als Leiter des Pharmalabors, Hans Fürst als Abteilungsleiter, Richard Krams ab 1953 als langjähriger Betriebsdirektor, Hans Bendix ab 1953 als Produktionsdirektor, Heinz Cassebaum ab 1957 als Laborleiter, Elmar Profft als Forschungsdirektor beschäftigt. Bernhard Schrader, später Professor Theoretische und Physikalische Chemie absolvierte bei Fahlberg-List eine Ausbildung zum Chemiefacharbeiter. Edgar Jassmann wurde 1960 Leiter der Pharma-Forschung des Werks. Paul Held wurde 1971 Forschungsdirektor. Der spätere Heimatforscher und Autor Herbert Rasenberger war von 1960 bis 1991 im Werk tätig. Werner Herzig, später Oberbürgermeister Magdeburgs, war von 1954 bis 1958 im Werk Sekretär der SED-Betriebsparteiorganisation. Auch die Landtagsabgeordnete Inge Heyne war bei Fahlberg-List beschäftigt.